# فیلن هیل
فیلن هیل (انگلیسی: Phelan Hill؛ زادهٔ ۲۱ ژوئیهٔ ۱۹۷۹) قایقران روئینگ اهل بریتانیا است.
وی در مسابقات کشوری و بین‌المللی در مجموع برندهٔ ۴ مدال طلا، ۳ مدال نقره، ۲ مدال برنز شده‌است.